# 石井義雄
石井 義雄（いしい よしお、1932年〈昭和7年〉 - ）は日本映画の作画合成技師、CGデザイナー。

## 経歴
1952年に東京芸術大学在学中に東宝のアルバイト募集を見て、映画『太平洋の鷲』の絵コンテ作業に参加。やがて円谷英二の推薦を受け、向山宏の助手として合成部門に移る。
1960年代後半には、飯塚定雄らとともに『ウルトラマン』や『大巨獣ガッパ』など東宝以外の作品も手掛けた。いずれも東宝には無断であったためクレジットはされていない。

## 人物・エピソード
『太平洋の鷲』の絵コンテ作業は、映画監督の小野田嘉幹と俳優の平田昭彦の実家が営む旅館「おのだ」の一室で行っていた。絵コンテスタッフが車座になって執筆している周りを、本編スタッフが様子をうかがいに周囲を回っているという中で、石井の絵を覗いてくる人物がおり、それが円谷英二であったという。
石井は、東宝争議後の東宝社員第1号であった。石井は、円谷から半ば強引に押し込まれるかたちでの入社であったが、東宝は争議後に社員採用を行わないことを宣言していたため、社員ではないスタッフから憎まれてしまったという。
『ゴジラ』では、新人でありながらゴジラが山から顔を出す最初の出現シーンの作画合成を担当した。また、採用には至らなかったが、ゴジラのデザイン案も手掛けた。石井は、向山らとともに国立科学博物館で恐竜の骨を見学するなどしていたが、これがどう映画になるのか疑問に感じていたという。
東宝時代、石井は新宿から小田急小田原線で東宝撮影所のある成城学園前駅へ通っていたが、ある日円谷からバスで通勤するように命じられた。バス通勤では電車通勤よりも時間がかかったが、円谷はその間に道路沿いの風景を観察し、道路や塀などのリアルな汚さを描けるようになることを意図していたという。
映画『大坂城物語』で「総攻撃寸前の大阪城」という監督の稲垣浩の要望により不気味な雲の絵を描いたところ、後にこれを覚えていた市川崑によりテレビドラマ『戦艦大和』での戦艦大和の作画に起用された。
後年にはCGも手掛けるが、CGの合成には満足いっていないといい、人工の絵では現実の太陽光や闇の黒さにはかなわないと述べている。

## 参加作品

### 映画
| 公開年月日     | 作品名                 | 制作（配給）                       | 役職                       |
| -------------- | ---------------------- | ---------------------------------- | -------------------------- |
| 1953年10月21日 | 太平洋の鷲             | 東宝                               | 絵コンテ                   |
| 1954年11月3日  | ゴジラ                 | 東宝                               | 合成作画                   |
| 1958年10月14日 | 大怪獣バラン           | 東宝                               | 合成作画                   |
| 1961年1月3日   | 大坂城物語             | 東宝                               | 合成作画                   |
| 1967年4月22日  | 大巨獣ガッパ           | 日活                               | 合成作画（ノンクレジット） |
| 1974年8月3日   | ノストラダムスの大予言 | 東宝映画 東宝映像 （東宝）         | 合成作画                   |
| 1975年3月15日  | メカゴジラの逆襲       | 東宝映像 （東宝）                  | 合成作画                   |
| 1976年10月2日  | 大空のサムライ         | 東宝映画 （東宝）                  | 合成作画                   |
| 1977年7月30日  | HOUSE ハウス           | 東宝映像 （東宝）                  | 合成作画                   |
| 1978年8月12日  | 火の鳥                 | 東宝 火の鳥プロ                    | 合成作画                   |
| 1981年8月8日   | 連合艦隊               | 東宝映画 （東宝）                  | 合成作画                   |
| 1982年6月12日  | ひめゆりの塔           | 芸苑社 （東宝）                    | 合成作画                   |
| 1984年3月17日  | さよならジュピター     | 東宝映画 イオ （東宝）             | 合成作画                   |
| 1984年12月15日 | ゴジラ                 | 東宝映画 （東宝）                  | 合成作画                   |
| 1985年12月21日 | 姉妹坂                 | 東宝映画 （東宝）                  | 合成作画                   |
| 1987年9月26日  | 竹取物語               | 東宝映画 フジテレビジョン （東宝） | 合成作画                   |
| 1989年12月16日 | ゴジラvsビオランテ     | 東宝映画 （東宝）                  | マットペインター           |
| 1991年12月14日 | ゴジラvsキングギドラ   | 東宝映画 （東宝）                  | マットペインター           |
| 1994年10月22日 | 四十七人の刺客         | 東宝映画 （東宝）                  | 合成作画                   |

### テレビドラマ
- ウルトラマン（1966年）[2]
- 戦艦大和（1990年）[2]